# 高光 (晋朝)
高光（3世紀—308年12月3日），字宣茂，陈留郡圉城（今河南省荥阳市）人，西晉時期官員，魏太尉高柔第三子。

## 生平
高光年少时熟悉刑法，由太子舍人升任尚书郎，出为幽州刺史、颍川郡太守。晋武帝设置黄沙狱，任命他为黄沙御史，后任廷尉。元康年间，高光任尚书，主管三公曹。赵王司马伦篡位，高光没有阿附。
301年（永宁元年），司马伦被赐死，晋惠帝复位。齐王司马冏辅政，高光任为廷尉、尚书，加奉车都尉。305年（永兴元年），高光从晋惠帝讨伐成都王司马颖有功，被封为延陵县公，食邑18000户。十二月，惠帝被张方所迫前往长安，高光侍奉惠帝西行。任尚书左仆射，加散骑常侍。
306年（光熙元年），惠帝回洛阳，高光为太弟（皇太弟司马炽）少傅，加光禄大夫，散骑常侍依旧。307年（永嘉元年），司马炽即位为晋怀帝，加授高光光禄大夫、佩金章紫绶。308年（永嘉二年），高光任尚书令，余官依旧。十一月乙巳，高光病逝，赠司空、侍中。因为不久后洛阳被攻陷，高光没有被授予谥号。

## 延伸阅读
[在维基数据编辑]
 《晉書/卷041》，出自房玄齡《晉書》